# Cơ thể học của loài ngựa

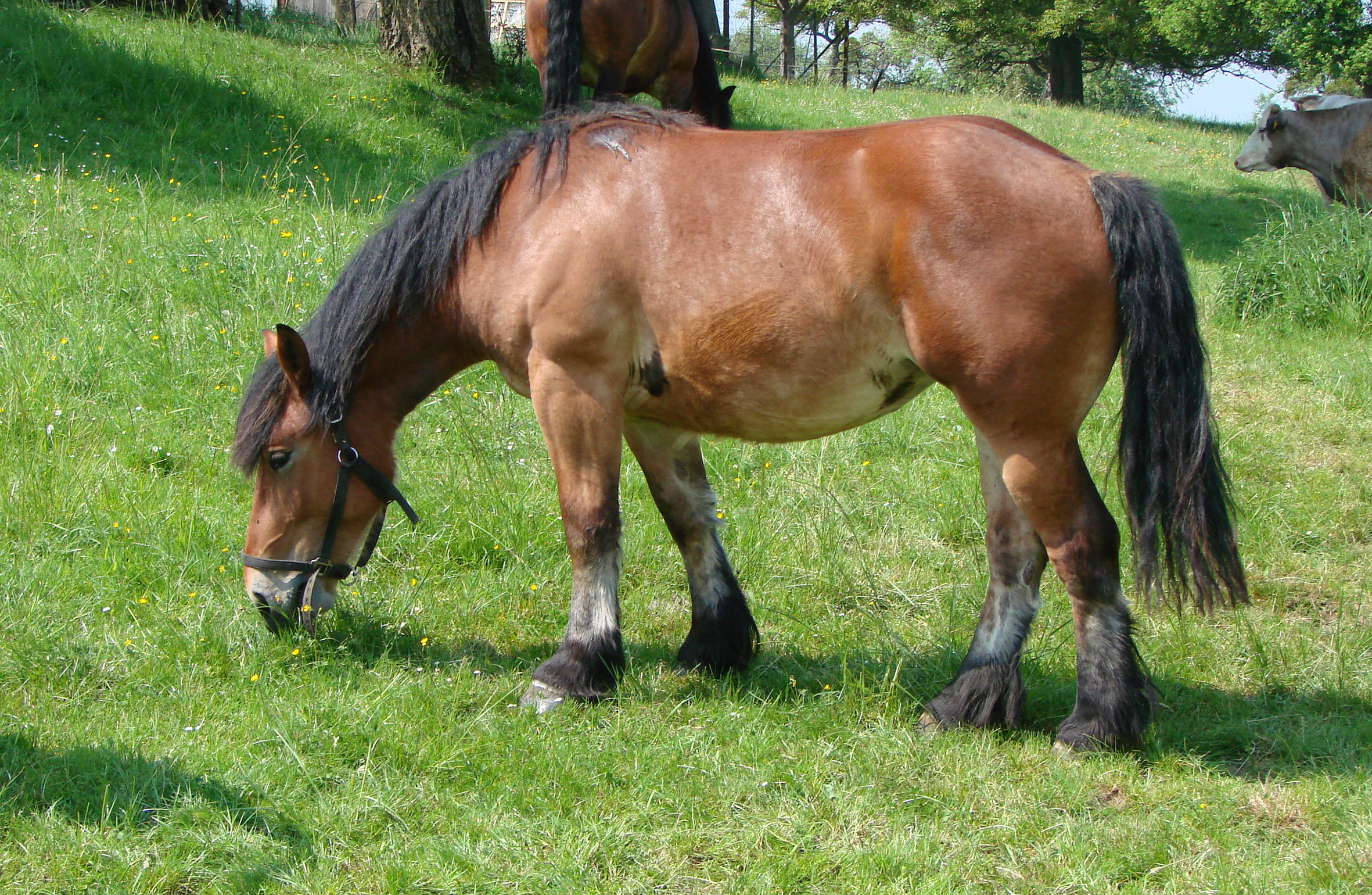
Một con ngựa đang gặm cỏ

Cơ thể học của loài ngựa (tiếng Anh: Equine anatomy) là ngành giải phẫu đại thể và vi thể ở ngựa và các loài thuộc họ Ngựa khác, bao gồm cả lừa và ngựa vằn. Trong khi tất cả các chức năng giải phẫu của ngựa được mô tả tương tự như đối với các động vật khác, có rất nhiều thuật ngữ thông tục cụ thể về ngựa được sử dụng bởi người cưỡi ngựa.

## Tổng quan
Động vật họ ngựa là các loài thú kích thước từ trung bình tới lớn, với đầu dài và cổ có bờm. Các chân chúng mảnh dẻ, chỉ có một móng guốc, được bảo vệ bởi một guốc bằng chất sừng. Chúng có đuôi dài và mảnh dẻ, hoặc là kết thúc bằng một chùm lông hoặc là hoàn toàn được che phủ trong chùm lông rủ xuống. Chúng nói chung đã thích nghi với địa hình thoáng đãng, từ các bình nguyên tới các đồng cỏ xavan hay các sa mạc hoặc vùng núi. Ngựa thuộc loài nhạy cảm, chúng tồn tại lâu hơn và phát triển thành nhiều giống. Các giác quan như thị giác, thính giác, khứu giác đều rất phát triển. Do sống trong môi trường có nhiều loài thú ăn thịt sống chung quanh, để sinh tồn nòi giống, ngựa tiến hóa với ngũ quan phát triển đề cao cảnh giác.
Các "điểm" của một con ngựa (điểm ngựa)
Cũng như các gia súc khác, cơ thể ngựa có 9 hệ chức năng, mỗi hệ bao gồm các cơ quan và có một hay nhiều chức năng. Các hệ cơ quan chức năng của ngựa gồm: 
- Hệ Cơ xương (vận động): Gồm hệ cơ bắp (thịt) với các loại cơ trơn, cơ vân, cơ vòng, cơ dọc gồm 200 bó cơ khác nhau. Xương ngựa gồm 153 chiếc cấu trúc bền vững, xương sống có sức chịu đựng lớn, có thể mang trên lưng một khối lượng hàng bằng 50% khối lượng của bản thân. Hệ cơ xương của ngựa có tác dụng hỗ trợ làm cho cơ thể chuyển động, chạy nhảy, vận động, nhai, nghiền, nuốt, cắn, đá. Đặc biệt các con ngựa khỏe mạnh, có thể ngủ đứng mà không cần nằm nhờ 4 xương tứ chi được bao bọc bằng một lớp gân vững chắc, không hề mệt mỏi. Xương Ngựa (đặc biệt là ngựa bạch) rất bổ, nên người ta mới nấu cao ngựa để uống.
- Hệ Tiêu hoá: Gồm cơ quan ngoài như môi, miệng, răng, họng, thực quản và nội tạng như dạ dày, ruột, gan, tuỵ tạng, nước bọt. Hệ tiêu hóa ngựa có chức năng tiếp nhận, tiêu hoá, hấp thụ thức ăn và dinh dưỡng, bài tiết chất thải.
- Hệ Tuần hoàn: Gồm tim và mạch máu, động tĩnh mạch, lá lách. Máu sẽ vận chuyển dinh dưỡng đi khắp cơ thể, sản xuất hồng cầu. Để thích ứng với việc chạy tốc độ nhanh, sự hoạt động của bộ máy tuần hoàn cũng có những nét đặc biệt như số lượng hồng cầu và hàm lượng huyết sắc tố (hemoglobin) trong máu cao hơn các gia súc khác, số lượng hồng cầu, bạch cầu và hemoglobin của ngựa khoẻ. Loài ngựa lúc nguyên thủy có một móng cái và bốn móng phụ, qua thời gian biến đổi ngựa chì còn lại một móng lớn.
- Hệ Hô hấp: Gồm mũi, khí quản, phổi, có tác dụng giúp ngựa thở, vận chuyển dưỡng khí O2, CO2. Nhìn chung, ngựa có hệ hô hấp phát triển giúp chúng cung cấp đủ dưỡng khí để duy trì cho những cuộc phi nước đại trên dặm đường dài.
- Hệ Bài tiết: Gồm thận, bàng quang, tuyến mồ hôi. Hệ này giúp ngựa lọc chất độc và cặn bã.
- Hệ thần kinh: Gồm não bộ, dây thần kinh và hạch thần kinh. Có chức năng tiếp nhận thông tin, xử lý thông tin, truyền tín hiệu, điều khiển cơ thể. Hệ thần kinh ngựa phát triển đứng thứ 2 sau chó. Não của ngựa đã có nhiều nếp nhăn mờ, dễ thành lập các phản xạ có điều kiện: nhớ chủ, quyến luyến chủ, có lòng tin đối với chủ, từ đó ngựa được biết đến là loài vật trung thành với chủ. Về trí thông minh của loài ngựa, đặc biệt là bộ nhớ. Bộ nhớ của nó có thể ngang một con voi. Nếu một con ngựa được đối xử tốt, nó sẽ nhớ người đó như một người bạn. Nói chung, ngựa có bộ nhớ tốt và trí tuệ tương đối mạnh mẽ.
- Hệ Sinh sản: Gồm dịch hoàn, dương vật (pín ngựa), âm vật, buồng trứng, tử cung, âm đạo, âm hộ và vú. Giúp ngựa phối giống, chửa, đẻ, nuôi con. Nhin chung ngựa có hệ sinh sản phát triển và dễ dàng thực hiện việc phối giống.
- Hệ Thể dịch: Gồm Hệ thống hạch lâm ba, hocmon, enzyme. Giúp Kháng bệnh truyền nhiễm, sản xuất bạch huyết.
- Hệ Cảm giác hay ngũ quan: Mắt, tai, mũi, môi, da, ngón và bàn chân. Giúp ngựa cảm nhận, phát hiện kích thích từ bên ngoài. Nhìn chung, chúng có giác quan tinh nhạy.

## Giải phẫu ngoài

### Thể trọng
Ngựa thuộc bộ móng guốc, bốn chân cao chắc khoẻ thích ứng với việc đi, chạy và làm việc trên nhiều loại địa hình đường sá. Bộ xương gồm 153 chiếc xương được liên kết với nhau một cách chặt chẽ và bền vững. Ngựa có bộ xương phát triển, đặc biệt hệ cơ có 200 bó cơ với các loại cơ vân, cơ trơn, cơ vòng, cơ dọc. Sự đàn hồi của cơ bắp, sự dẻo dai, sức bật, sức đẩy, sức nén của hệ cơ đều cao hơn so với gia súc khác. Lưng của ngựa có thể mang một khối lượng hàng bằng 50 % khối lượng cơ thể, có thể kéo được khối lượng hàng bằng 200% khối lượng cơ thể. Cấu trúc của móng rất tinh vi gồm nhiều lớp sừng hình ống và hình lá xếp xen kẽ nhau. Chiều cao và tổng thê của ngựa được quy ước thành Cao vây-Dài thân-chéo-Vòng ngực-Vòng ống.
Chiều cao ngựa luôn được đo bằng tay (hand). Chiều cao ngựa đo từ đất đến đỉnh xương u đỉnh vai (giữa cổ và thân), thường dùng đơn vị đo là "hand" do từ xa xưa con người hay dùng chiều rộng bàn tay để đo ngựa. Đến nay, một "hand" đã được chuẩn hóa dài khoảng 4 inches, tức 10,16 cm Một cách đo khác tính là chiều cao ngựa đo từ đất đến đỉnh xương u đỉnh vai giữa cỗ và thân ngựa. Đơn vị đo là chiều ngang lòng bàn tay (cách đo theo bàn tay) cộng thêm số "inches" còn lại. Chẳng hạn như một con ngựa cao "15,2 h", có chiều cao 15x4 inches+2 inches=62 inches hay 157,2 cm. Chiều cao và trọng lượng ngựa thay đổi theo giống, và điều kiện chăn nuôi, cũng chịu ảnh hưởng bởi dinh dưỡng. 

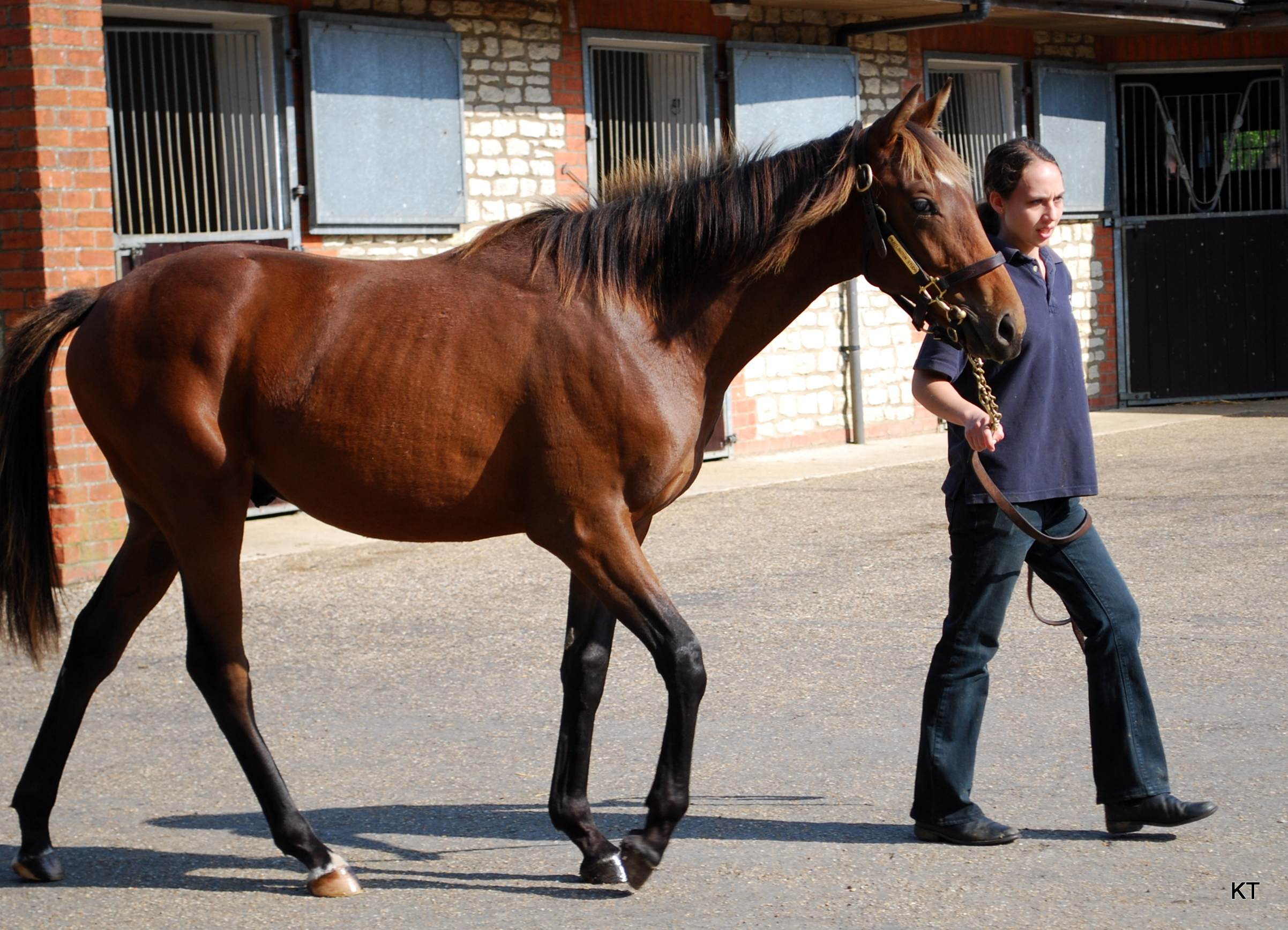
Tổng thể một con ngựa

Thể trọng của ngựa có thể chia thành các nhóm:
- Ngựa nhẹ hay khinh mã (Light horses): Là những giống ngựa có xương nhỏ, chân mỏng và trọng lượng quy ước ít hơn 1300 pounds. Giống "Light horses" thường có khoảng chiều cao từ 14 đến 16 hands tương đương (56-64 inch-142-163 cm) nặng khoảng 380–550 kg (840 đến 1.200 lb). Những giống ngựa nhẹ điển hình chẳng hạn như giống ngựa Thuần Chủng (Thoroughbreds), ngựa Quarter (ngựa một phần tư dặm), ngựa Morgan, ngựa Ảrập, ngựa yên (Saddlebred) và ngựa Tennessee Walker.
- Ngựa nặng hay trọng mã (Heavy horses): Những dòng ngựa này có thể nặng quy ước trên 2000 pounds, rất mạnh, xương lớn, chân to chắc, mạnh mẽ. Các giống ngựa điển hình như ngựa Percheron, ngựa Clydesdale, ngựa Shire, ngựa Bỉ và ngựa Suffolk. Giống ngựa này là vật được các chàng hiệp sĩ với áo giáp nặng nề thời Trung Cổ thường dùng để cưỡi khi lâm chiến. Sau này chúng được dùng làm những cộng việc nặng nề của đồng áng như cầy bừa, kéo xe và những công việc nặng nhọc khác. Vào khoảng thế kỷ 19, ngựa làm việc thay thế loài bò ở Bắc Âu và Bắc Mỹ.
- Ngựa giống lùn (Pony): Là dòng ngựa thông thường chiều ngang không quá 58 inches, cao khoảng 14,2 gang tay. Các giống ngựa điển hình như ngựa Shetland, ngựa Haflinger, ngựa Caspian, ngựa Fell, ngựa Fjord, ngựa Chincoteague. Cũng thuộc loài ngựa, nhưng pony là loài ngựa tí hon, thấp hơn 147 cm (< 14.2 hands), có hình dạng khác hơn ngựa thường (chân ngắn, phần bụng giữa chân trước và chân sau khá dài, cỗ ngắn và thô, đầu ngắn, trán rộng), tính tình hiền hậu, thông minh. Ngựa Shetland chỉ cao 102 cm.

Những loại ngựa thấp hơn 1.45 mét được xếp vào loại ngựa giống nhỏ (Miniature), có con cao khoảng 0,65 mét. Hầu hết ngựa nhỏ thuộc giống ngựa Celtic. Giống ngựa lùn lại khỏe hơn các con ngựa thông thường. Các cá thể thuộc giống ngựa lùn chỉ đòi hỏi một nửa lượng thức ăn một con ngựa bình thường tiêu thụ nếu chúng có cùng trọng lượng. Theo sách Kỷ lục hiện tại ghi nhận con ngựa nhỏ nhất thế giới là con Thumbelina, chiều cao 17 inch (43cm) nặng 57 pounds khoảng 26kg. Ngựa Shetland cũng là loài ngựa nhỏ trung bình khoảng 10 hands (40 inch, 102 cm). Ngược lại, giống như ngựa Falabella và ngựa nhỏ (Miniature) có thể không cao hơn 30 inches (76 cm).
- Những giống ngựa cưỡi thường lớn hơn, bắt đầu vào khoảng 15,2 hands (62 inches-157 cm) thông thường cao khoảng 17 hands (68 inch, 173 cm), trọng lượng 500–600 kg (1.100 đến 1.300 lb) hoặc khoảng bình thường cao ít nhất 16 hands (64 inch-163 cm) và có thể cao đến 18 hands (72 inch-183 cm) nó có thể nặng từ khoảng 700 đến 1.000 kg (1.500 đến 2.200 pounds). Trung bình chúng cao từ 142 cm đến 157 cm, nặng từ 350 kg đến 600 kg. Ngựa kéo (draft horse) khỏe to lớn hơn, cao 163–183 cm, nặng 700–1000 kg. Con ngựa lớn nhất trong lịch sử được ghi nhận là con ngựa Shire tên Mammoth, nó được sinh ra trong năm 1848. Chiều cao khoảng 21,2 1/2 hands (bàn tay) (86,5 inch, 220 cm) và trọng lượng được ước tính khoảng 1.500 kg (3.300 lb).

Ở ngựa có sự không đồng đều trong sinh trưởng thể hiện sự không đồng đều về tăng khối lượng cơ thể qua các giai đoạn tháng tuổi, sự không đồng đều về phát triển bộ xương, các cơ quan bộ phận nhưng lại tạo nên sự phát triển cân đối của toàn bộ cơ thể con vật. Giai đoạn đầu xương phát triển mạnh nhất, sau đó đến thịt và mỡ, giai đoạn tiếp theo, thịt phát triển mạnh sau đó đến xương và mỡ, còn giai đoạn sau thì mỡ phát triển mạnh nhất sau đó đến thịt và xương. Sinh trưởng của ngựa có thể chia làm 4 pha về mặt kích thước: năm thứ nhất chiều cao, năm thứ 2 chiều dài và chiều rộng, năm thứ 3 chiều rộng, năm thứ 4 chiều sâu và chiều rộng.
Ngựa đua thì được chia làm nhiều nhóm từ nhỏ đến lớn, các loại ngựa nhỏ nhất được xếp vào nhóm 1, 2, 3; ngựa lớn hơn thuộc nhóm 4, 5; tiếp theo là nhóm 6; ngựa lớn nhất được xếp vào nhóm 7, 8. Nhóm ngựa lớn thường cao hơn nhóm nhỏ khoảng 3–4 cm. Ở Việt Nam thì chia ra nhóm nhỏ vậy cho nó công bằng, tạo cơ hội cho những con ngựa nhỏ hơn, nước ngoài thì chỉ có một nhóm, ngựa ai nhỏ thì phải chấp nhận, ngựa đua ở hai nhóm 6 và nhóm 7-8 (hai nhóm ngựa lớn nhất) là phổ biến.

### Chuyển động

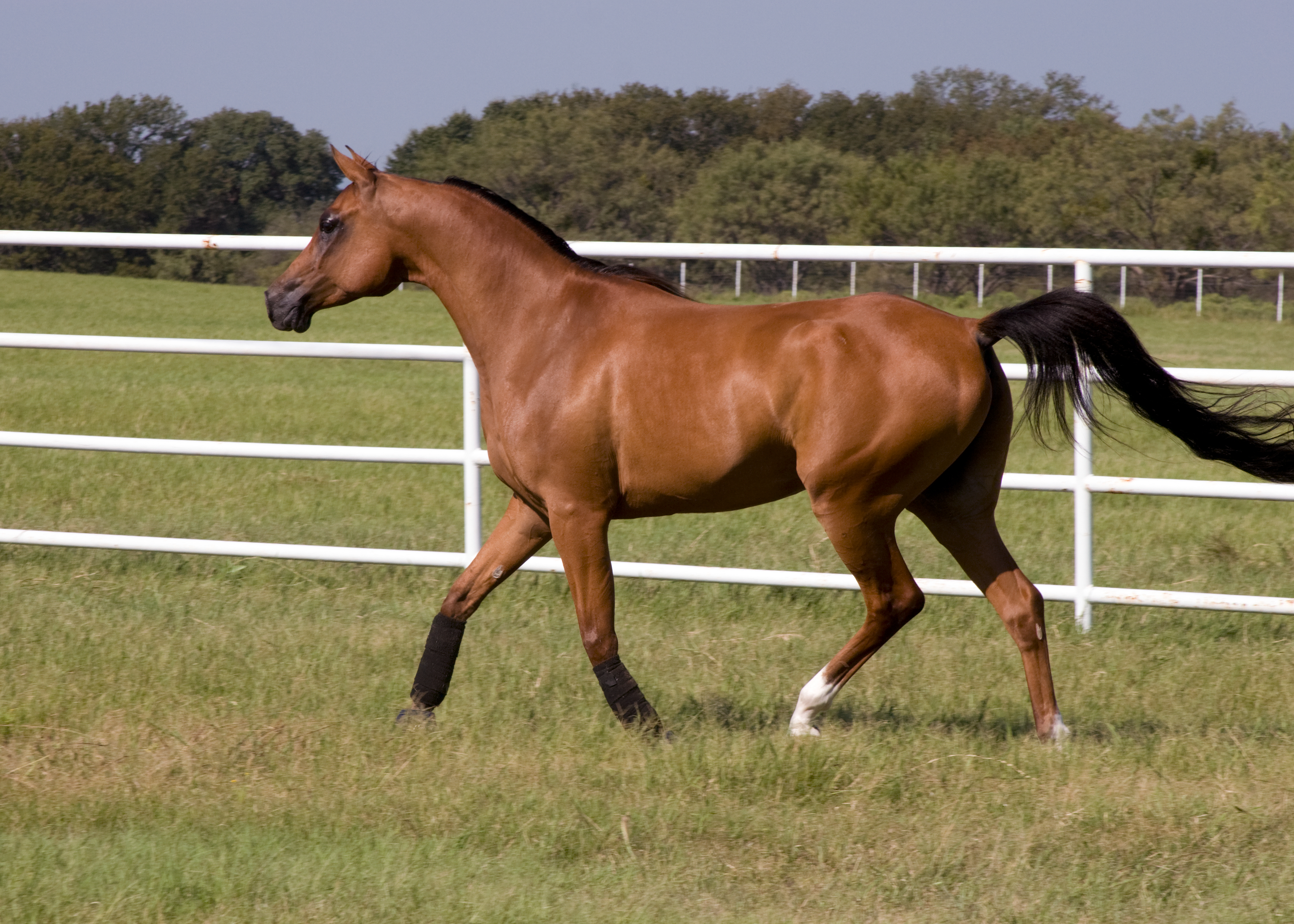
Một con ngựa đang phi nước kiệu

Cử động của ngựa có rất nhiều từ mô tả động tác đi hay chạy của ngựa như đi, bước, rảo, chạy, nhảy, kiệu, phóng, vút, phi (bay), tế, sải, lao, vọt, phốc. Trong tiếng Anh, ngoài 4 cách đi chạy căn bản, còn có rất nhiều từ mô tả khác như "two beat pace", "four beat ambling", "rack", "running walk", "tölt" hay "diagonal fox trot". Nhìn chung, có 4 cách đi chạy căn bản ở ngựa: 
- Di chậm (four beat walk) với vận tốc 6,4 km/giờ.
- Chạy nước kiệu hay chạy lúp xúp (two beat trot hay jog) với vận tốc 13–19 km/giờ.
- Phi (canter, lope, a three beat gait) với vận tốc 19–24 km/giờ
- Phi nước đại (gallop) với vận tốc trung bình 40–48 km/giờ, nhưng khi nước rút trong ngắn hạn có thể tới 88 km/giờ.

Trong tiếng Việt, dựa vào nước chạy, dựa vào sức khỏe có thể phân ra:
- Ngựa tế (chạy đua nước lớn), người ta thường gọi là tế ngựa hay thúc ngựa, làm cho con ngựa tăng tốc đột ngột
- Ngựa kiệu (chạy lúp xúp) là những con ngựa chạy nước kiệu, bước đều.
- Ngựa sải (nhảy theo sải) với những bước dài
- Có ngựa bền (chạy dai sức): Những con ngựa bền nhất có thể gọi là thiên lý mã (ngựa đi ngàn dặm một ngày)
- Ngựa bở (chạy yếu sức): Là những con ngựa yếu ớt
- Ngựa nhanh (khoái mã): Là những con ngựa chạy nhanh, tốc độ cao.
- Ngựa cu: Dù ngựa sắc gì hễ nhỏ con đều gọi là ngựa cu.
- Ngựa nục: Ngựa mập quá đâm ra chậm chạp gọi là ngựa nục[4].

Ngựa có thể ngủ khi đứng hay khi nằm. Ngựa không ngủ một hơi dài, mà chia làm nhiều lần đứt đoạn. Trong một ngày, ngựa ngủ đứng, đúng hơn là ngơi nghỉ, 4 đến 15 giờ, ngủ nằm trong vài phút đến vài giờ tối đa. Ngựa ngủ say khi ở thế nằm. Tổng cộng mỗi 24 giờ, ngựa ngủ thật sự khoảng vài giờ, gồm nhiều giấc ngủ kéo dài khoảng 15 phút/lần. Trung bình, ngựa nuôi ngủ mỗi ngày 2,9 giờ. Nếu không được nằm trong nhiều ngày liên tục để ngủ, ngựa có chứng mất ngủ, trong trường hợp này ngựa có thể ngủ say trong thế đứng.
Ngựa sống đơn độc thường ngủ đứt đoạn, dễ bị đánh thức vì bản năng tự vệ. Ngược lại, trong đám ngựa đông, một số ngựa ngủ, một số thức canh chừng và thay phiên nhau ngủ. Chúng cũng có thể ngủ trong tư thế đứng ba chân. Thói quen ngủ của ngựa khác xa so với động vật khác, kể cả con người. Loài ngựa thường nghỉ ngơi ở tư thế đứng, trọng lượng dồn lên hai chân trước và một chân sau, chân còn lại sẽ thư giãn. Những con ngựa sẽ chỉ nằm xuống khi chúng cảm thấy an toàn. Tuy nhiên, thời gian này rất ngắn bởi trọng lượng cơ thể quá lớn sẽ gây áp lực lên cơ quan nội tạng của ngựa khi nằm.

### Hình dáng
Ngựa có nhiều hình dáng và trong chọn giống, dáng ngựa (Gait) cũng rất quan trọng, đối với ngựa chiến phải có 4 nước đại và 3 đợt nhảy cao, 9 đức tính tốt. Những ngựa chiến giỏi gồm ngựa Thố (Thỏ), ngựa Câu (Ngựa Tơ), ngựa Kỳ (hay), ngựa Ký (Bền), ngựa Đề (Móng thú), ngựa Tuấn (Đẹp), ngựa Lạc (Vui), ngựa Bảo (Quý), ngựa Phiêu (Béo). Những chiến mã nổi tiếng thời xưa bao giờ cũng là một trong các loại trên (còn được gọi là thần mã) như ngựa Bạch Long Câu, Xích Kỳ, Hồng Lư, Thiên Mã. Ngựa giống tốt phải có vóc dáng cao to, cổ dê, dạng mình gân, xương phải nhiều hơn thịt. Da ngựa phải mỏng, lông nhuyễn, chân càng nhỏ càng tốt nhưng ống xương phải tròn, đuôi có hình dạng như cây chổi tiên thì càng tốt.
Đối với ngựa đua, phải là ngựa đực, khỏe, chạy nhanh, có dáng hình cao ráo, gân to, thịt săn chắc, chân thẳng và thon chắc, móng chụm, ngực nở, cổ vạm vỡ, khoáy không quá cao, răng trắng đều, bờm dày, lông đều và không được có nhiều màu sắc, sờ vào mượt như lụa, một con ngựa được đánh giá tốt có khả năng thắng cao khi con ngựa ấy có đôi mắt to, đôi tai xốc thẳng, cổ dài, chân gân guốc, mình tròn, mông to Những con không nên chọn là mặt béo, mắt sáng nhưng mí mắt quá dày, bờm dày, độ dốc móng thấp. Tối kỵ những con ngựa mắt sáng, chớp liên tục, hai lỗ tai thường vểnh lên vì đây là loại ngựa bị chích doping quá nhiều. Những con ngựa còn lại, đặc biệt là ngựa lười nhác hay ngựa lai chỉ được dùng cho vận tải, liên lạc, cày bừa nông ngiệp và các công việc khác.
Những giống ngựa trận được các tướng-soái thủa xưa quí chuộng vẫn thường là giống ngựa gọi là Thiên Lý Mã (Ngựa chạy ngàn dặm), như giống ngựa "Huyết Hãn Mã" (ngựa Akhal-Téké), hay giống ngựa gọi là "Thiên Mã" như ngựa Jaf Ba Tư và ngựa thuần chủng Ả rập, nhập cảng từ các nước Trung Đông (Đại Uyển/Ferghana, Turkménistan, Kurdistan, Ba Tư, A Phu Hãn) theo Đường buôn tơ lụa. Bảo mã thuần chủng Trung Đông mà Viễn Đông gọi là Thiên Mã được chọn theo 12 đức tính như sau: Ba Thứ Dài, Ba Thứ Ngắn, Ba Thứ Rộng và Ba Thứ Thanh. Ngoài 12 đức tính nói trên, Bảo Mã đó còn phải có được thêm một Bâu Kiều cao và hai Hông sườn không có thịt. Người ta không chọn các loại Ngựa Tía Lang Lô (Ngựa Tía có dương vật sắc lang trắng) và loại Ngựa Ô Bướm Trán (Ngựa Ô có đốm lông sắc trắng trước trán). 
- Ba Thứ Dài: Cổ dài-Tai dài-Chân trước dài.
- Ba Thứ Ngắn: Lưng Ngắn-Xương Đuôi Ngắn-Chân sau Ngắn.
- Ba Thứ Rộng: Trán Rộng-Ngực Rộng-Mông Đùi Rộng.
- Ba Thứ Thanh: Da Thanh-Mắt Thanh-Móng Thanh.

### Màu sắc

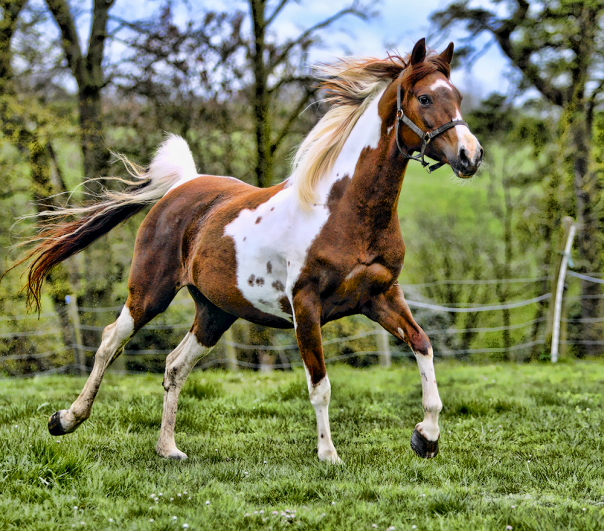
Một con ngựa hồng chuy (lang hồng trắng)

Ngựa có màu lông rất đa dạng, qua quá trình chọn lọc nhân tạo của con người tạo nên đa dạng sắc lông theo từng tên của giống ngựa. Trong khi nhiều loài động vật hoang dã có màu lông tương đối giống nhau (đồng nhất), nhưng động vật nuôi, chẳng hạn như ngựa lại có rất nhiều kiểu màu lông. Điều này phần lớn là do khác biệt trong chọn lọc động vật hoang dã khác với quần thể giống nuôi nhốt. Toàn thân ngựa được phủ một lớp lông ngắn, mịn nhưng lông phía trên cổ (bờm), sau gót chân và đuôi thì rất dài, hơi xù. Phần lớn các loài ngựa chỉ mang một màu lông, dù gam sắc đa dạng: ngựa trắng (ngựa kim, ngựa bạch), ngựa hồng, ngựa vàng, ngựa xám, ngựa nâu, ngựa đen. Một số ít loài có 2-4 màu lông (ngựa khoang hay ngựa lang) thậm chí là nhiều màu lông (ngũ sắc).
Theo cách phân chia của phương Tây: Màu sắc con ngựa thường được xác định bởi các màu như: Màu bay hay màu be (màu nâu đỏ sáng đến màu nâu tối), màu nâu thường (Brown), màu hạt dẻ/Chestnut (màu đỏ không có màu đen), màu gan/Liver (màu nâu rất tối), Sorrel (màu đỏ giống màu sắc của một đồng xu mới), màu xám (lông đen và trắng hoặc màu trắng hỗn hợp), màu muối tiêu (Salt và Pepper) hoặc màu xám thép/"steel" gray (lông trắng và đen đều trộn lẫn trên hầu hết trên cơ thể), Dapple gray (màu tối đậm xen với màu xám nhẹ), Fleabitten gray (màu đỏ lấm tấm khắp lông), đốm hồng/Rose gray (màu xám với một màu hơi đỏ hoặc màu hồng nhạt pha với nhau).
Theo cách phân chia của phương Đông: Ngựa mà tuyền màu trắng gọi là ngựa bạch (lông toàn màu trắng), lông trắng có chen một ít đen gọi là ngựạ kim (lông màu trắng mốc), lông đen tuyền gọi là ngựa ô, đen pha tí chút đỏ gọi là ngựa khứu, đen pha nhiều đỏ gọi là ngựa hởi, đen pha đỏ tươi là ngựa vang, lông màu đen pha đỏ đậm là ngựa hồng, trắng đen pha chút đỏ là ngựa đạm, lông tím đỏ pha đen thì gọi là ngựa tía, trắng sọc đen là ngựa vằn, ngoài ra còn có ngựa xám, ngựa đỏ, ngựa bích. Màu sắc lông ngựa được ghi lại trong sách Trung Quốc có 20 loại ngựa trên cơ sở sắc màu của chúng. Ở Việt Nam một số quan niệm phân định 14 loại sắc lông ngựa gồm: Ngựa Hạc; Ngựa Hởi; Ngựa Kim; Ngựa Ô; Ngựa Hồng; Ngựa Tía; Ngựa Đạm; Ngựa Khứu; Ngựa Chuy; Ngựa Séo; Ngựa Bích; Ngựa Qua; Ngựa Phiếu; Ngựa Thông.

### Xoáy ngựa
Xem xoáy lông ngựa (marking) cũng quan trọng. Chọn con ngựa tốt phải dựa vào xoáy lưng, xoáy chân, tướng mã. Con ngựa tốt phải có xoáy đẹp, chuẩn, chân sau thẳng, mắt to, lông mượt. Có quan niệm: "Chữ tốt xem yay/Ngựa hay xem xoáy" và không chọn những loại xoáy như: xoáy o (làm quan mất chức, nhọc lo đêm ngày); Xoáy Sầu Bi; Xoáy vành Tai; Xoáy Dạng Đôi; Xoáy Đau Bụng; Xoáy Đầu Âm; Xoáy Đùi (Hậu Xoáy Kiếm theo quan niệm là Hậu Kiếm tan-hoang cửa nhà); Xoáy Hoang-Tông (Ngựa có Xoáy Hoang-Tông như Mái Nhà Không Đòn Dông). Chọn loại Ngựa có « Bốn Xoáy Ống » (gọi là Tứ Trụ) và có các xoáy như: Một Xoáy Mặt; Hai Xoáy Gióng; Cặp Xoáy Minh Đường; Cặp Xoáy Dạng; Cặp Xoáy Dang. Cuối cùng, người ta tìm chọn loại Ngựa có những mang tính quý như: Tiền Xoáy Kiếm ("Tiền Kiếm thì sang, Hậu Kiếm tan hoang cửa nhà"); Xoáy Song-Quan; Cặp Xoáy Bá Đâng; Cặp Xoáy Mặt.

### Móng ngựa

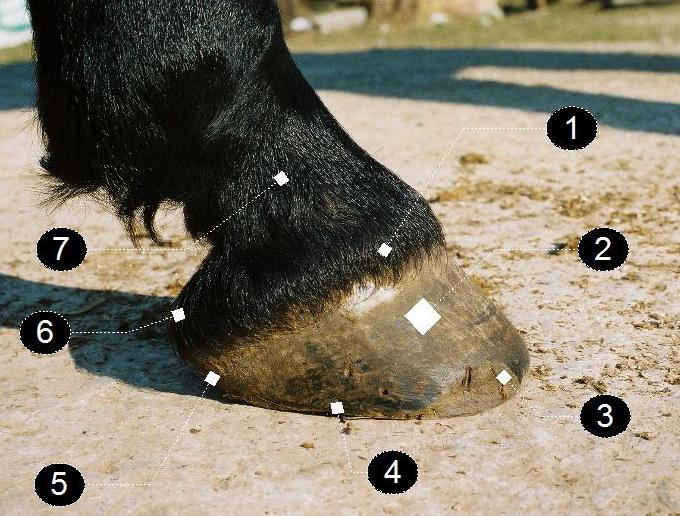
Móng ngựa

Móng ngựa hay còn gọi là guốc ngựa là bộ phận cuối cùng của tứ chi để tiếp đất của con ngựa. Ngựa quan trọng ở móng, cần chăm sóc kỹ. Chúng thuộc nhóm guốc lẻ, Móng ngựa có thành phần cấu tạo như móng tay móng chân người, bao quanh bởi chất sụn và nhu mô mềm có chứa máu. Sức nặng con ngựa đè lên bốn móng này, khi đứng hay chạy. Cũng như móng tay người, móng ngựa cũng tăng trưởng dài.
Hầu hết những con ngựa được trang bị móng ngựa, nhưng những miếng cong kim loại đó không chỉ để bảo vệ móng, mà còn làm tăng lực kéo cho loài này. Phần cứng của móng ngựa được làm bằng keratin, một dạng protein mạnh mẽ có trong cả sừng, móng, và tóc. Ở ngựa hoang, con ngựa phải chạy nhảy nhiều để tự làm mòn móng cho thích hợp đều kiện đất đá nơi chúng sống. Ngược lại, ở ngựa nhà cứ mỗi 5 đến 8 tuần chủ ngựa phải cắt cắt giũa móng ngựa. Để bảo vệ móng ngựa, nhất là trên nền đất đá lởm chởm, cứng, ngựa được đóng móng sắt, và thỉnh thoảng cũng phải cắt giũa móng lại.

## Hệ giác quan

### Thị giác

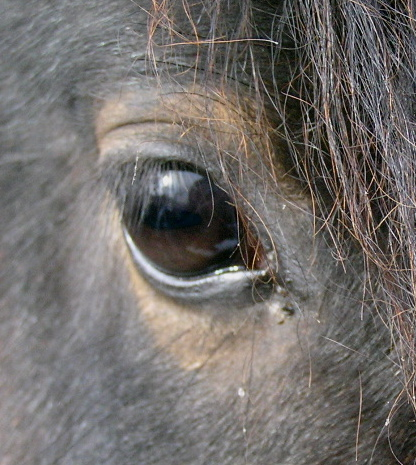
Mắt ngựa

Ngựa có mắt lớn nhất trong loài động vật có vú, mắt nằm hai bên mặt, nên có một nhản quan rộng thấy hơn 350°. Các mắt của chúng nằm xa về phía sau của đầu, cho phép chúng có góc nhìn lớn, mà không đánh mất hoàn toàn tầm nhìn hai mắt. Ngựa có thị lực khá tốt, nhờ chúng có đôi mắt rất đặc biệt. Mắt ngựa có đường kính khoảng 5 cm, lớn nhất trong các loài động vật có vú. So sánh về khối lượng, mắt ngựa lớn gấp chín lần so với mắt người. Mắt tinh, nên ngựa đi đêm rất tài. Do mắt tinh, kết hợp với cổ linh hoạt, ngựa có thể nhìn được trong phạm vi có thể đến 360 độ.
Chúng có mắt tinh thấy rõ ban ngày cũng như ban đêm, nhưng thuộc loại nhị sắc (dichromatic) haycó thị giác hai màu, tức là chỉ nhận định được khi màu chứa không quá hai quang phổ (spectral lights) do đó ngựa không phân biệt được màu đỏ và màu xanh, màu nào có chứa quang phổ đỏ thì ngựa thấy nhòa lẫn với màu xanh. Trước khi được thuần hóa, loài ngựa sống tại các thảo nguyên trống trải, nên trời cho đôi mắt thật tinh để phát hiện kẻ thù kịp thời, xa hàng trăm mét, tuy nhiên chỉ phân biệt được 4 màu đỏ, vàng, xanh lá cây và da trời. Chúng có thể nhìn thấy cả ngày lẫn đêm.

### Thính giác
Thính giác của ngựa rất tốt, vành tai ngựa có thể xoay 180°, hai tai xoay ngược nên có thể nghe 360° mà không cần quay đầu. Loa tai ("tai") của động vật họ ngựa rất linh động, cho phép chúng dễ dàng định vị nguồn phát ra âm thanh. Tai ngựa rất mỏng và tinh, có thể nghe được những âm thanh có tần số rất nhỏ; có thể phân biệt được tiếng nói của từng người. Thính giác ngựa rất tốt và đặc biệt Pinna (vòng tai ở bên ngoài) của mỗi tai có thể xoay lên đến 180 độ để lắng nghe mà không cần phải di chuyển đầu. Âm thanh có thể gây bực bội cho ngựa. Ngựa thích yên tỉnh, chịu đựng được nhạc êm dịu, nhưng khi bắt nghe nhạc kích động như Jazz, nhạc rock thì chúng trở nên cáu kỉnh. Khuyến cáo là không nên cho ngựa nghe nhạc, dầu êm dịu, có cường độ trên 21 decibels. Ngựa đua nghe radio nói bình luận thường bị lở bao tử nhiều hơn ngựa nghe âm nhạc, hay không nghe radio.

### Khứu giác

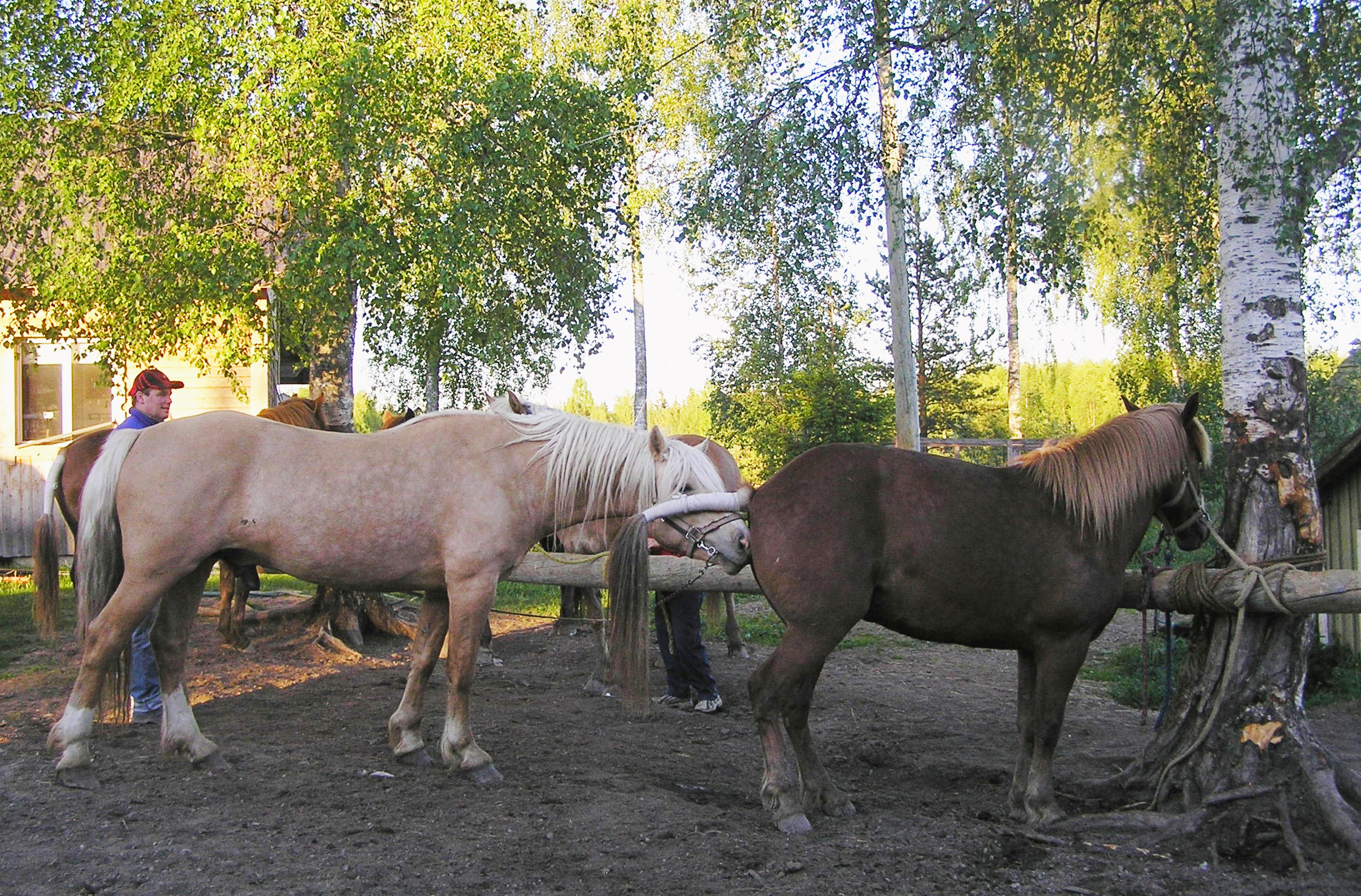
Một con ngựa đực đang kiểm tra mức độ sẵn sàng giao phối của một con ngựa cái

Ngựa có tới 2 cơ quan khứu giác, một ở mũi giúp phân loại mùi, cơ quan thứ hai cũng trong mũi tên Vomeronasal organs hay Jacobson's organs (cơ quan Jacobson). Hai hệ thống thần kinh nối tới óc, có nhiệm vụ phân tích các mùi hormones kích động (pheromones), như mùi của thức ăn, mùi nguy hiểm, hay mùi tình dục của ngựa đối ngẫu. Khứu giác ngựa nhạy tốt hơn người, nhưng chỉ thua loài chó. Đặc biệt ngựa rất nhạy cảm với dầu thơm, không nên xức dầu thơm khi gần ngựa, vì làm chúng trở nên rượng đực hay cái. Động vật họ Ngựa cũng có giác quan Jacobson (giác quan thứ sáu), cho phép các con đực có thể sử dụng phản ứng uốn môi trên để đánh giá tình trạng kích dục của các bạn tình tiềm năng.
Chúng có thể phát hiện mùi lạ cách xa hàng trăm mét. Cảm giác về mùi này qua trung gian tế bào cảm giác, ngựa có cảm giác mùi tốt hơn người. Ngựa có hai trung tâm khứu giác. Hệ thống đầu tiên làtrong lỗ mũi và khoang mũi, trong đó phân tích một loạt các mùi. Thứ hai, nằm dưới khoang mũi, là cơ quan vomeronasal, còn được gọi là cơ quan Jacobson (là một phụ khứu giác, cảm giác nội tạng được tìm thấy ở nhiều loài động vật). Có một đường thần kinh riêng biệt để bộ não cảm nhận và phân tích mùi (pheromones). Mũi cũng thính, có thể tìm được mạch nước ngầm sâu dưới mặt đất, hay mùi cách xa cả km.

### Cảm giác
Ngựa có thể cảm nhận được một cách rõ ràng chính xác như có một con côn trùng hạ cánh trên bất cứ nơi nào trên cơ thể nó. Xúc giác ngựa rất tốt, chúng cảm nhận những động chạm nhẹ như côn trùng bay đậu lên thân. Phần cơ thể cảm nhận nhất là chung quanh mắt, tai và mũi. Các khu vực nhạy cảm nhất của ngựa là quanh mắt, tai và mũi. Ngựa có giác quan giữ thăng bằng rất cao, một phản xạ giữa cơ thể và chân, nên ngựa ít khi té ngã. Vị giác cũng rất phát triển, lưỡi phân biệt được loại cỏ nào thích ăn, loại nào không nên ăn, loại nào có độc tố. Lưỡi ngựa có khả năng lừa bỏ, như với hạt thức ăn thật nhỏ nó không thích.

## Hệ tiêu hóa

### Răng ngựa

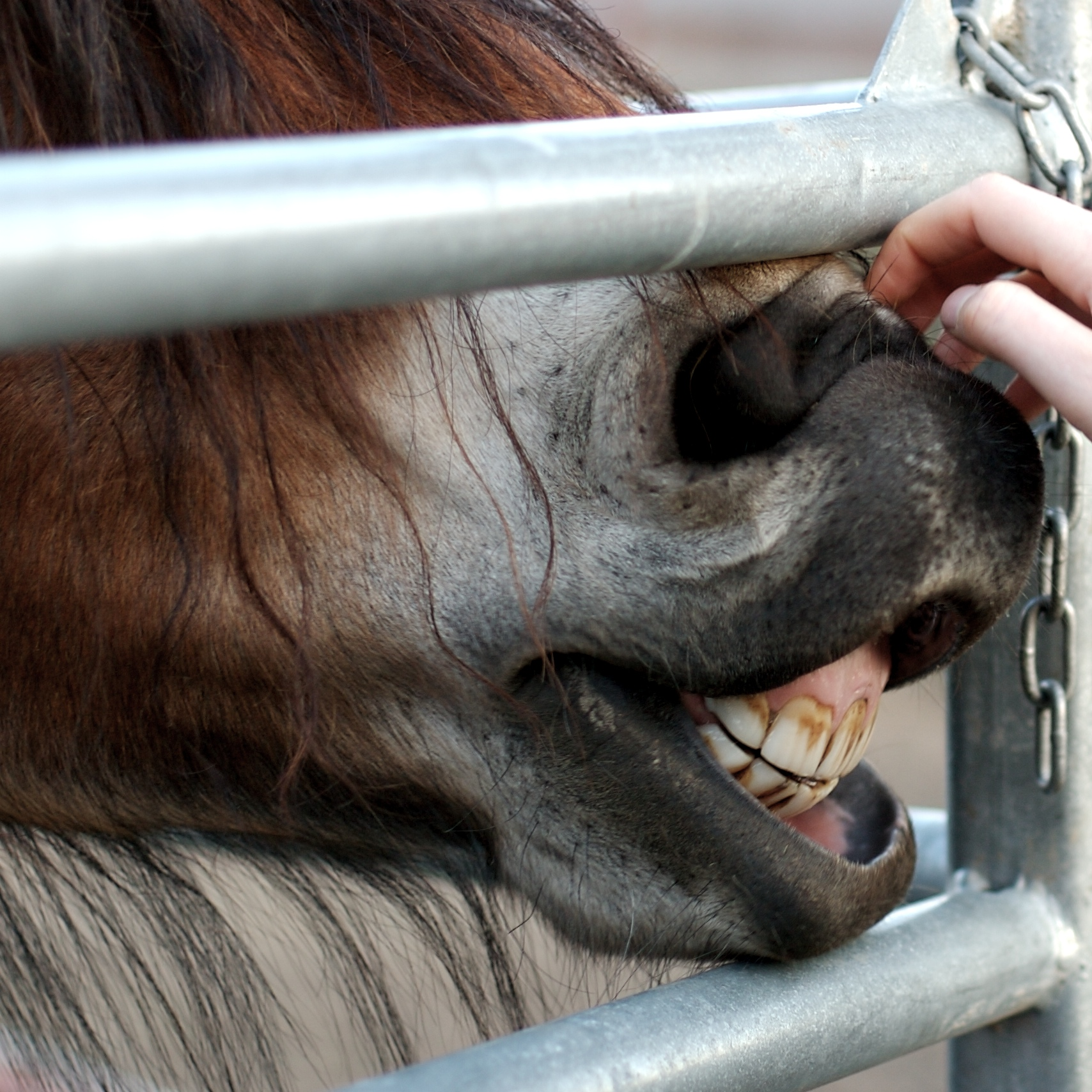
Răng ngựa

Răng một con ngựa được phát triển đầy đủ, thường là vào khoảng năm tuổi, nó có từ 36 đến 44 răng khi trưởng thành. Gồm có 12 răng cửa ở phía trước của miệng, thích nghi cho việc cắn hoặc bứt cỏ để ăn. Có 24 răng dùng để nhai, 12 răng tiền hàm và 12 răng hàm ở mặt sau của miệng thường gọi là răng nanh hay răng hàm. Công thức bộ răng của chúng là: 3.1.3-4.3 và 3.1.3.3. Có thể ước tính tuổi của một con ngựa bằng cách quan sát các mô hình của răng trong miệng, trên cơ sở đó răng có sự khác biệt giữa các giống và trong suốt cuộc đời gặm cỏ bị mòn. Vì vậy, các răng cửa cho thấy sự thay đổi để đón được độ tuổi của ngựa, tuy nhiên sự hao mòn của răng, thay đổi hình dạng răng, có thể tỷ lệ hao mòn của răng cũng ảnh hưởng bởi chế độ ăn uống và chăm sóc.
Từ 13 đến 32% của ngựa, cả con đực lẫn con cái đều có răng "wolf teeth", răng này không liên quan đến răng nanh. Một số con ngựa, cả nam và nữ, cũng sẽ phát triển 1-4 răng rất nhỏ ở phía trước của răng hàm, được gọi là răng sói (wolf teeth), thường được loại bỏ bởi vì cần để đặt chiếc ngàm (bit) vào chỗ đó. Đó là một khoảng kẽ trống giữa các răng cửa và răng hàm nơi đặt ngàm nằm trực tiếp trên nướu răng, dùng buộc sợi dây cương để điều khiển ngựa. Công thức bộ răng của chúng gần như hoàn hảo, với các răng cửa có tính năng cắt để gặm thức ăn, và các răng hàm để nghiền thức ăn mọc ở phía sau các khe răng.
Dù không chính xác 100%, nhưng bằng cách kiểm tra răng, có thể dự đoán được gần đúng độ tuổi của một con ngựa nếu không biết ngày sinh. Ngựa con khi sinh ra thường có 4 răng cửa (2 cái hàm trên, hai cái hàm dưới). Nếu không, sau 8 ngày chúng sẽ mọc ra, đến 8 tuần sau, ngựa bắt đầu mọc răng hàm và khoảng 8 tháng tuổi, chúng mọc đủ răng sữa. Sau đó, răng sữa rụng dần và đến khoảng 2,5 tuổi, chúng sẽ mọc răng cửa vĩnh viễn. Khi 5 tuổi, ngựa sẽ có đủ răng vĩnh viễn. Răng sữa thường có màu nhạt, ngắn hơn răng vĩnh viễn. Ở những con ngựa 6 tuổi, răng cửa chúng cũng thường lõm xuống trông như một chén nhỏ và chúng đầy dần theo thời gian. Đến khoảng 10 tuổi, phần nướu cạnh răng hàm sẽ mọc ra một bộ phận gọi là rãnh Galvayne. Rãnh này đạt một nửa chiều dài của răng khi ngựa đến 15 tuổi. Ngựa đực thường có 40 răng, trong khi đó ngựa cái chỉ có 36 răng. 

### Dạ dày

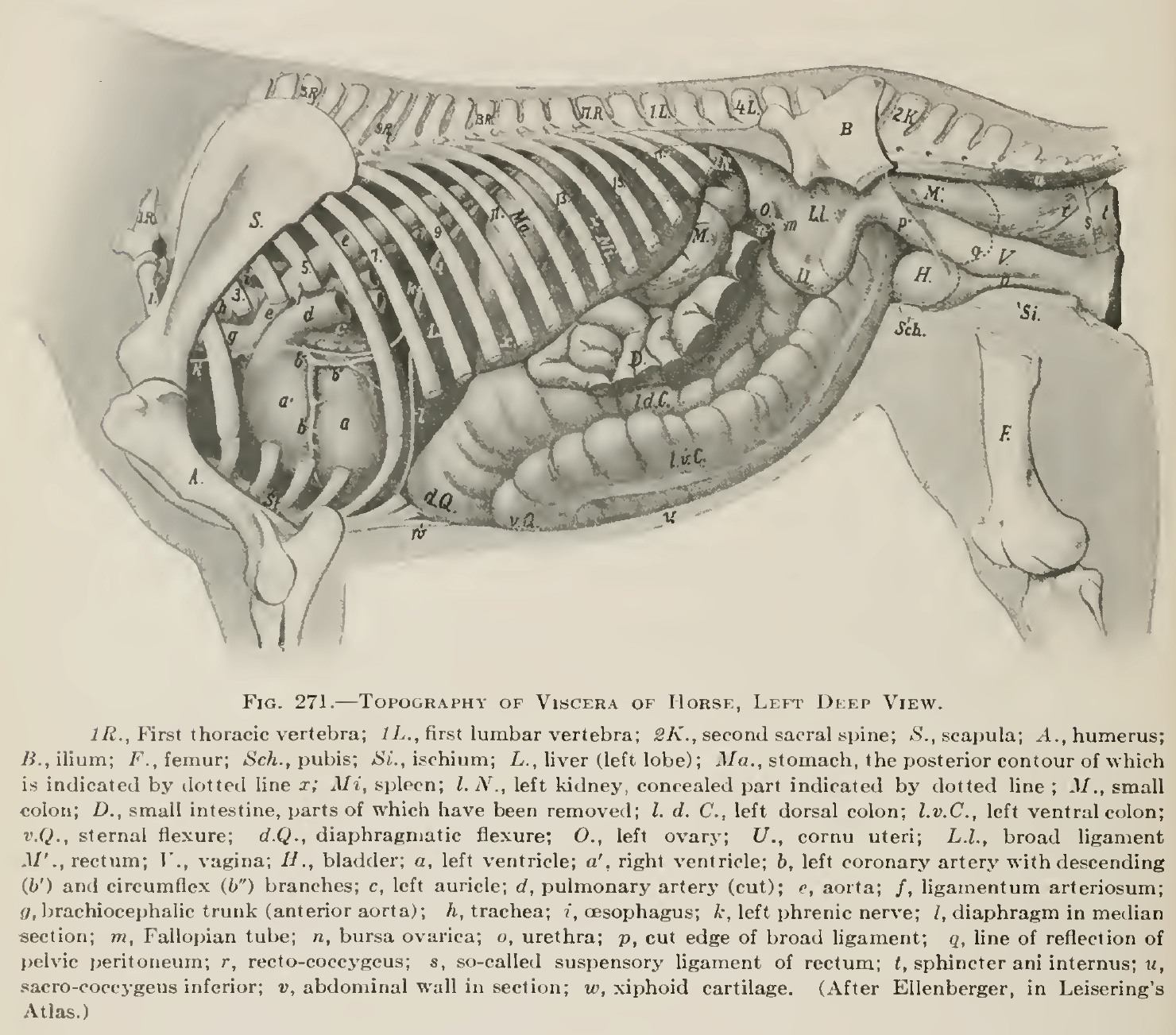
Nội tạng ngựa

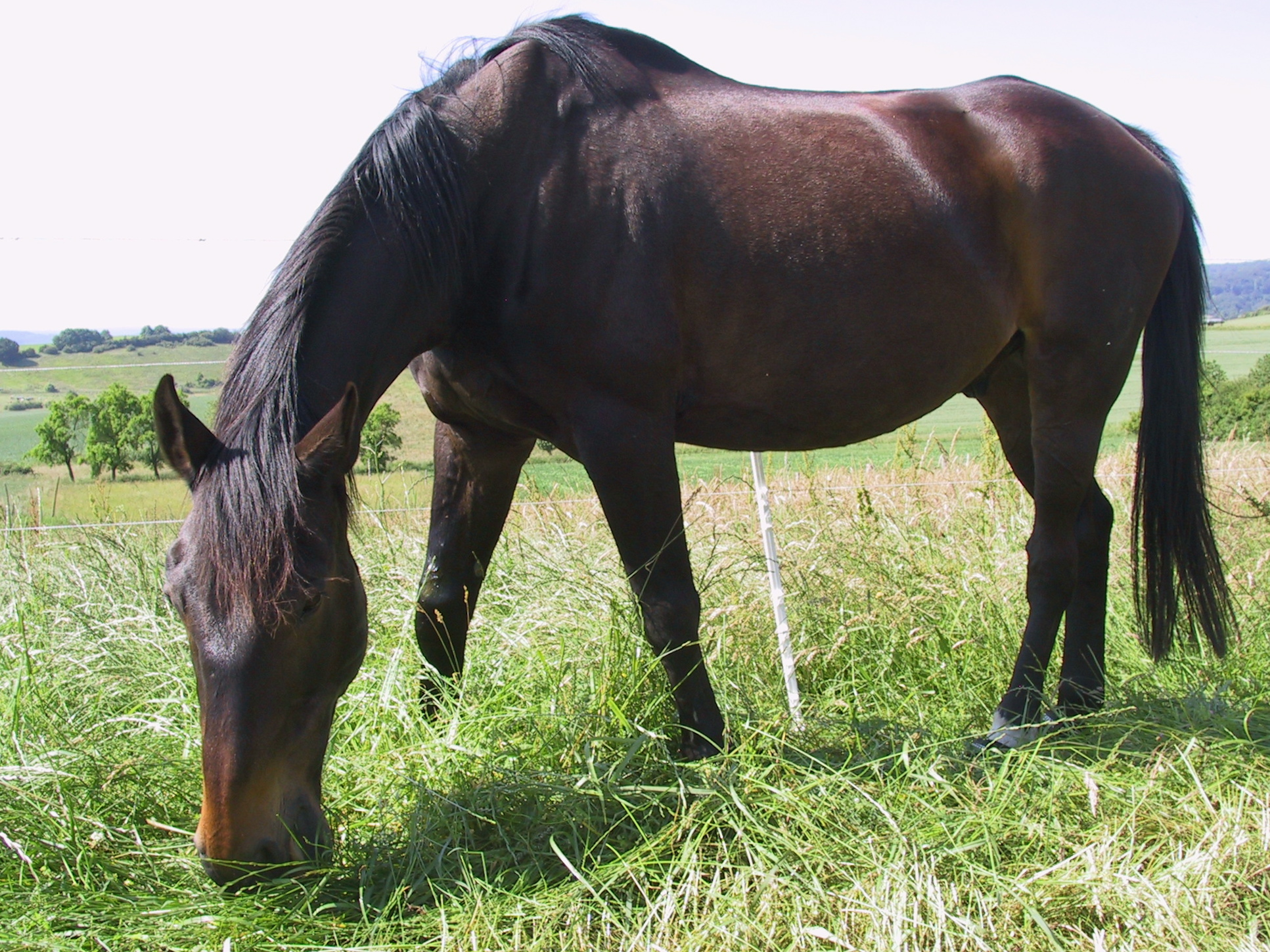
Một con ngựa đang ăn cỏ, chúng cần ăn rất nhiều mỗi ngày

Động vật họ Ngựa là động vật ăn cỏ, chủ yếu ăn các loại thức ăn thô dạng sợi như cỏ. Khi cần thiết chúng cũng ăn cả các loại thức ăn nguồn gốc thực vật khác, như lá, quả, vỏ cây, nhưng thông thường là động vật gặm cỏ chứ không phải là động vật bứt cành hay lá. Ngựa là loài động vật không nhai lại, vì vậy chúng chỉ có một dạ dày, giống như con người, nhưng ngựa khác người là có thể tiêu hóa được chất sơ cellulose (thành phần chủ yếu của cỏ).
Ngựa là động vật ăn cỏ với một hệ thống tiêu hóa thích nghi với thức ăn gia súc ăn cỏ và thực vật, tiêu thụ đều đặn suốt cả ngày. Ngựa nặng khoảng 450 kg (990 lb) nó sẽ ăn từ 7–11 kg (15-24 lb) thức ăn mỗi ngày và uống 38 lít nước (8.4 imp gal; 10 US gal) đến 45 lít (9,9 imp gal, 12 US gal). Một con ngựa nặng 450 kg mỗi ngày ăn 7–11 kg thực phẩm, uống 38-45 lít nước. Ngựa có một dạ dày tương đối nhỏ nhưng ruột rất dài tạo điều kiện cho một dòng chảy cố định của chất dinh dưỡng.
Không giống như động vật nhai lại, với hệ thống các dạ dày phức tạp của chúng, động vật họ Ngựa phân rã xenluloza trong "ruột tịt" (cecum), một phần của ruột kết, ruột ngựa dài tới 22m, chỉ thua ruột trâu bò, nhưng manh tràng lại là một cái túi bịt đáy, dài chừng 1m và đường kính 0,2m, có thể chứa được 30 lít nước. Nhờ các vi khuẩn trong manh tràng, giúp sự lên mem thức ăn, làm cho ngựa tiêu hóa dễ dàng. 
Ngựa không thuộc loại nhai lại dù cũng ăn cỏ như trâu bò, vì không có dạ dày 4 ngăn, còn manh tràng thì được xếp thành một túi thẳng trong khoang bụng, nên thường gọi là thẳng như ruột ngựa, chỉ có một bao tử, nhưng khác với người là ngựa có khả năng tiêu hóa cellulose. Ngựa ăn cỏ và nhiều loại thực vật khác, ăn suốt ngày. Ngựa có bao tử tương đối nhỏ (so với thân thể), nhưng có bộ ruột rất dài, quấn kế nhau (chứ không "thẳng như ruột ngựa" như theo thành ngữ Việt).
Ngựa không biết nôn mửa, nên khi bị ngộ độc có thể bị chết dễ dàng. Ngựa không thể nôn mửa, vì vậy vấn đề tiêu hóa nhanh chóng gây ra đau bụng, đó cũng là nguyên nhân gây tử vong ở ngựa. Không phải động vật nhai lạido ngựa là động vật ăn cỏ không nhai lại do dạ dày của nó không có nhiều ngăn như những gia súc khác. Mặc dù vậy, nó vẫn có khả năng tiêu hóa được xenlulo. Ngựa thường tiết ra khoảng 20-80 lít nước bọt mỗi ngày để hỗ trợ cho việc tiêu hóa.